# Chouchary (métro de Saint-Pétersbourg)
Pour les articles homonymes, voir Chouchary (homonymie).
Chouchary (en russe : Шушары) est la station terminus sud de la ligne 5 du Métro de Saint-Pétersbourg. Elle est située sur le territoire de la commune urbaine de Chouchary, dans le raïon de Pouchkine, à Saint-Pétersbourg en Russie.
Mise en service en 2019, elle est desservie par les rames circulants sur la ligne 5. C'est un dépôt du métro qui suit la station.

## Situation sur le réseau

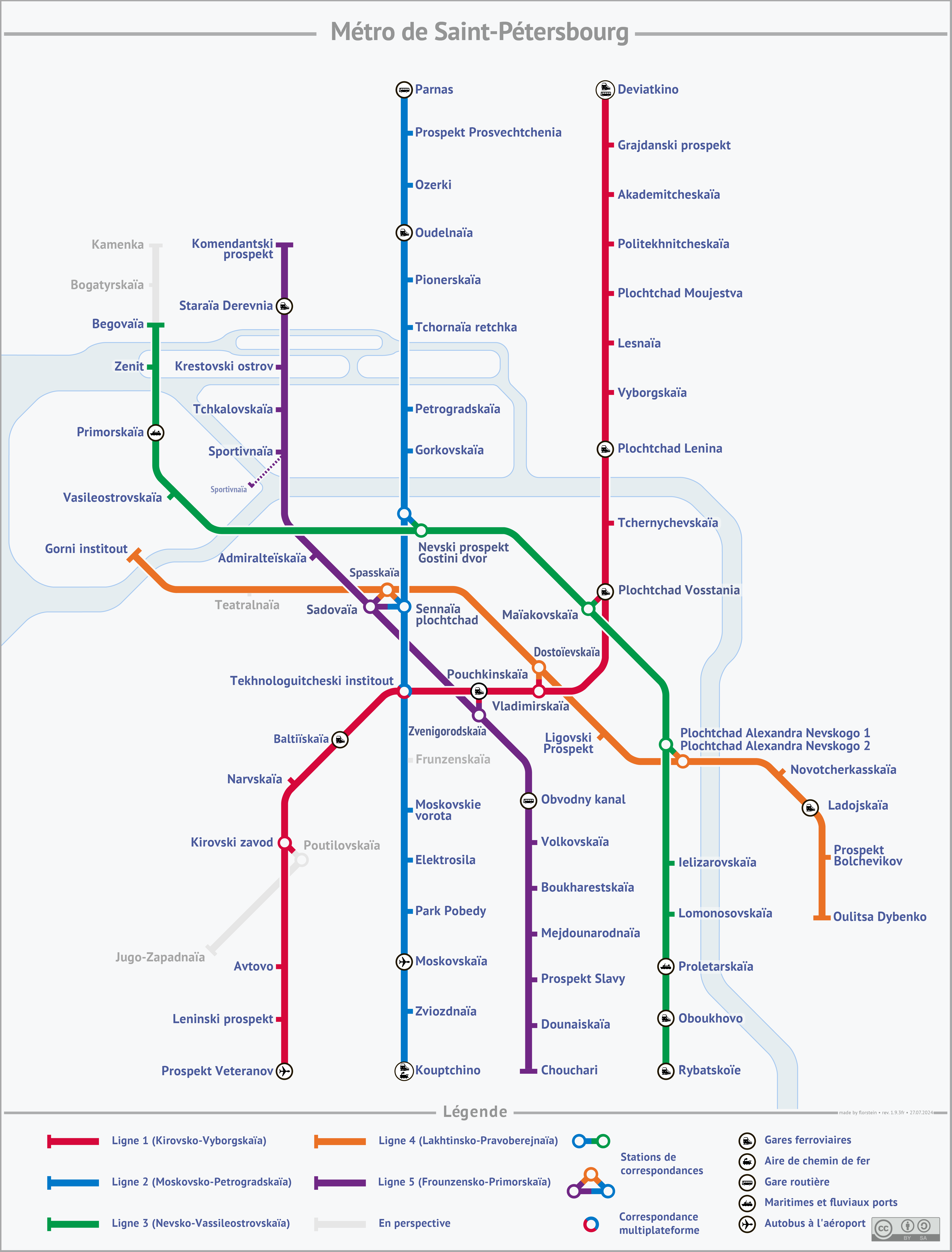
Plan du métro.

Établie en surface, Chouchary est la station terminus sud de la ligne 5, du métro de Saint-Pétersbourg. Elle est située avant la station Dounaïskaïa, en direction du terminus nord Komendantski prospekt.
La station dispose des deux voies de la ligne encadrées par deux quais latéraux. Elle est située entre le tunnel de sortie et le dépôt. 

## Histoire
La station terminus Chouchary est mise en service le 3 octobre 2019, lors de l'ouverture du prolongement de 6,1 km de Mejdounarodnaïa à Chouchary. La station est nommée en référence à la commune urbaine de éponyme.

## Services aux voyageurs

### Accès et accueil
La station en surface est installée dans un bâtiment couvert, elle dispose d'un accès au centre des voies avec accès à une mezzanine en relation avec les quais latéraux par des escaliers fixes.

Installations et desserte
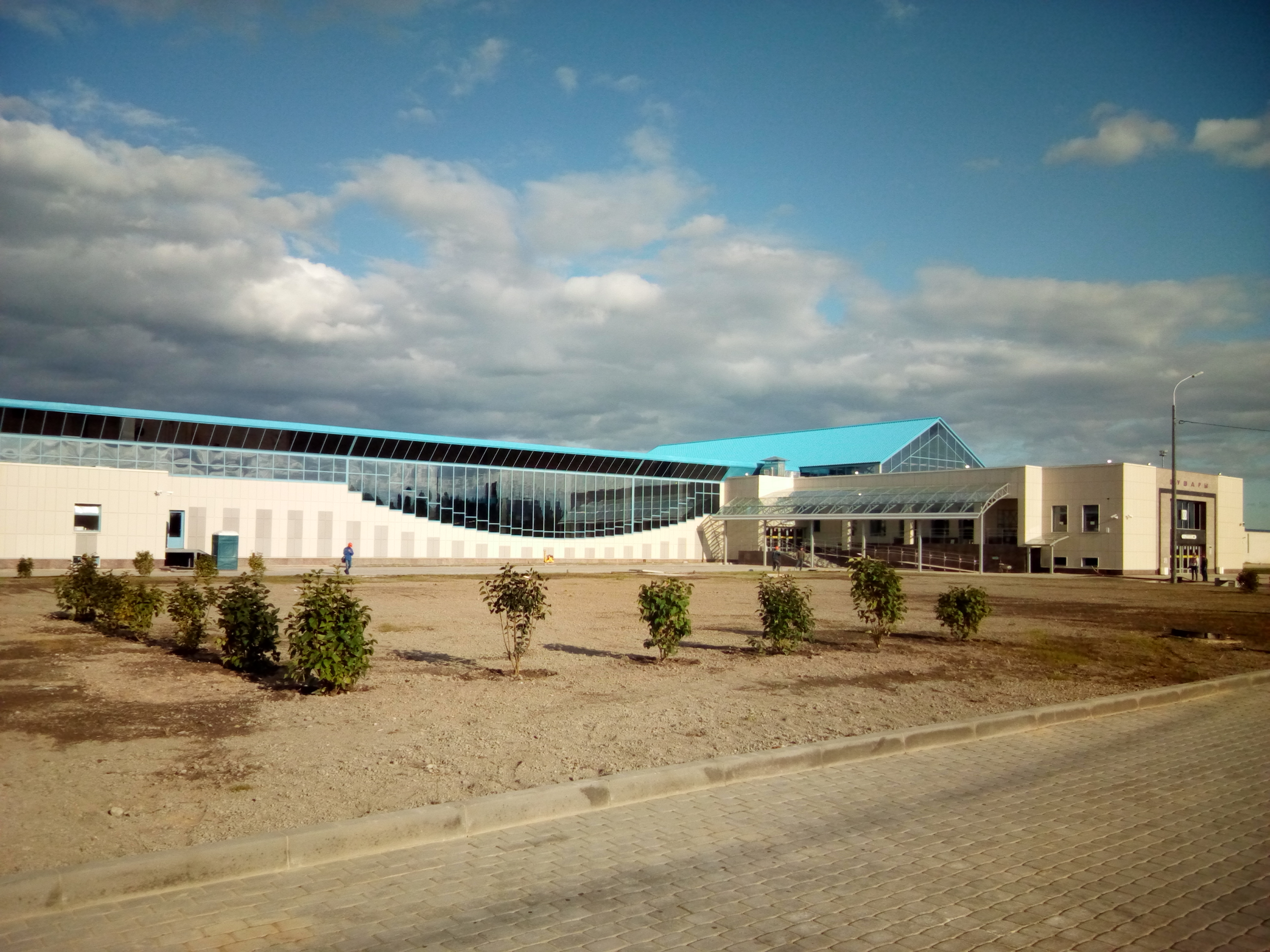
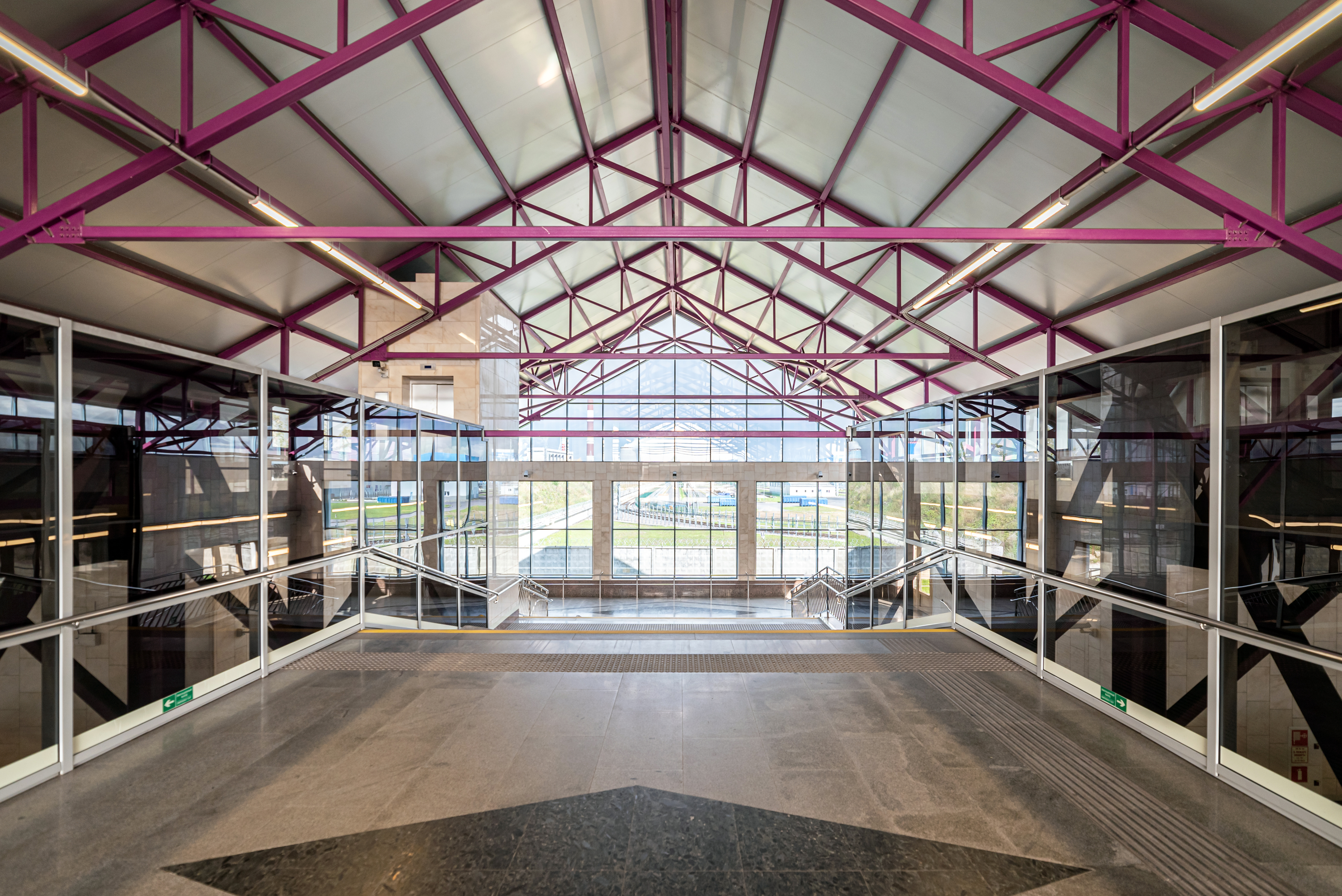
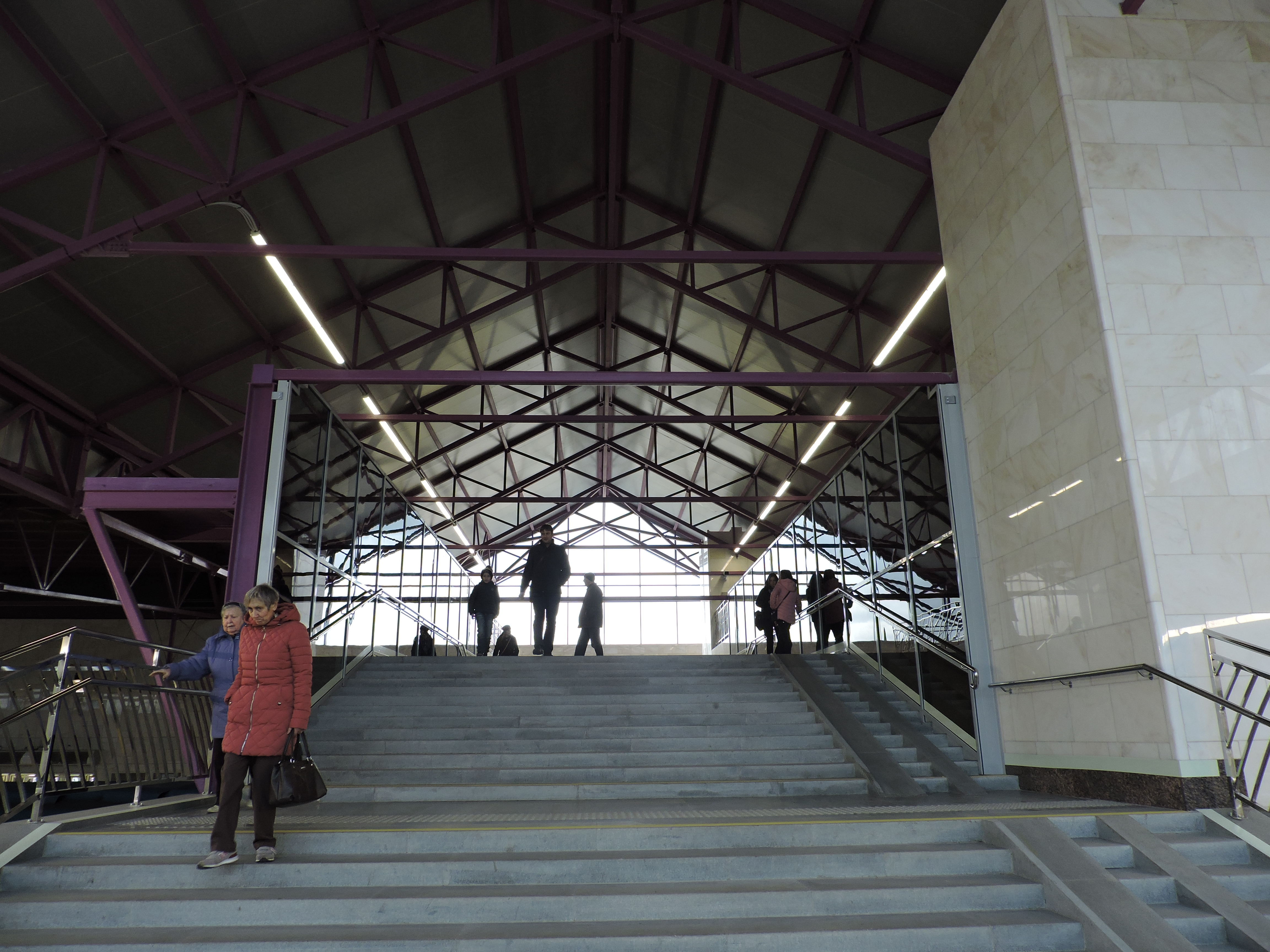

### Desserte
Chouchary est desservie par les rames de la ligne 5 du métro de Saint-Pétersbourg.

Installations et desserte
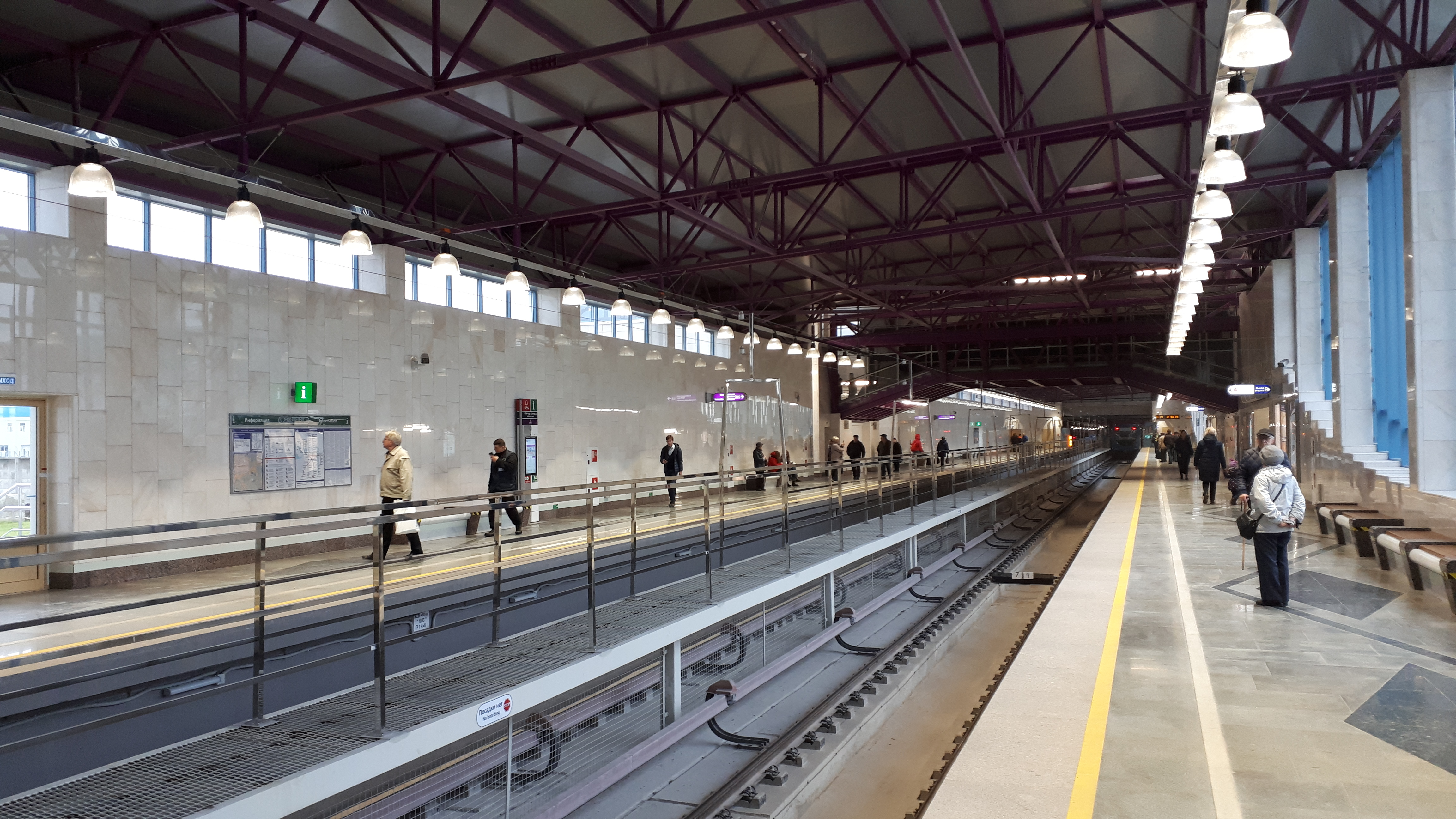
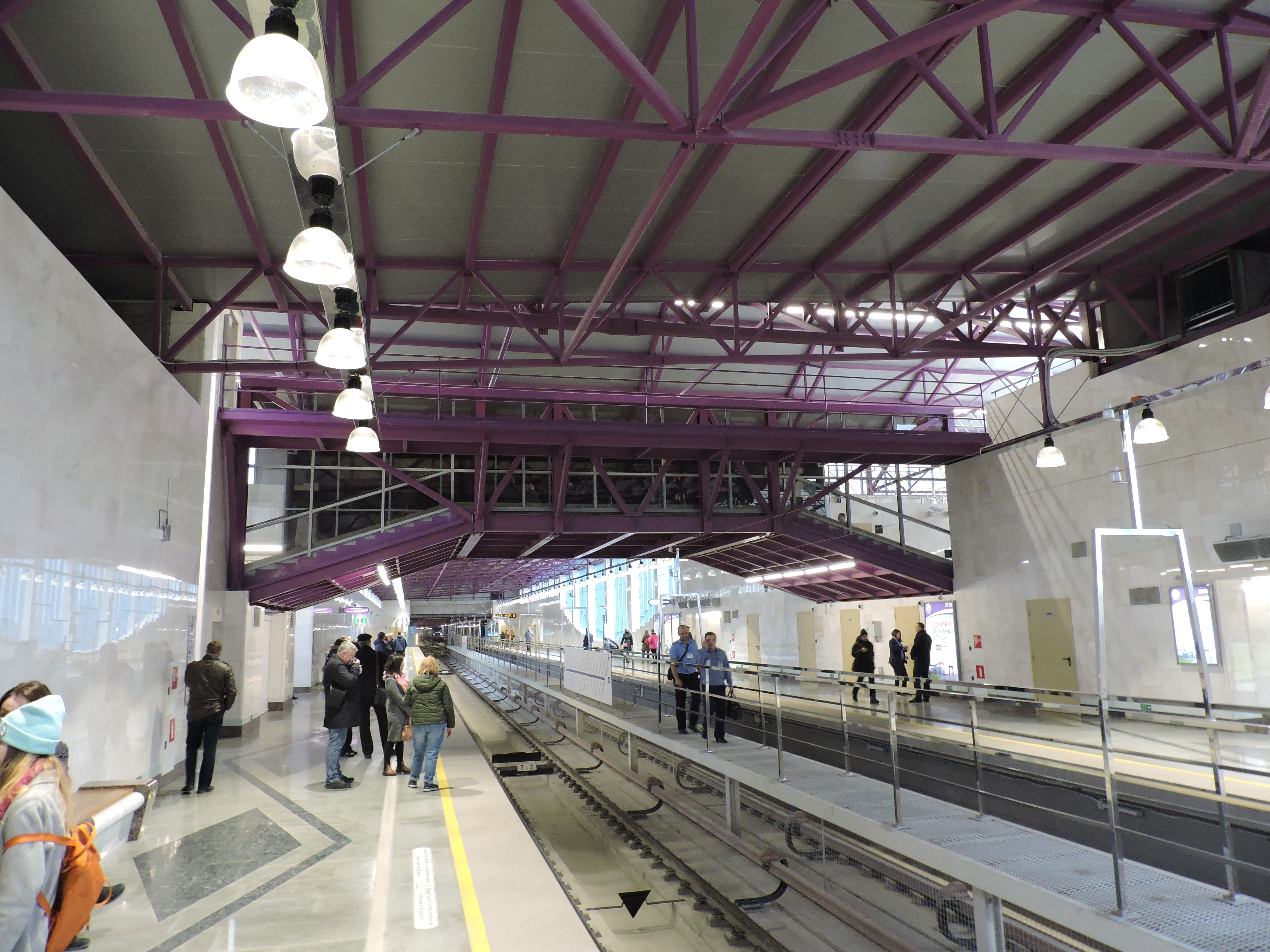
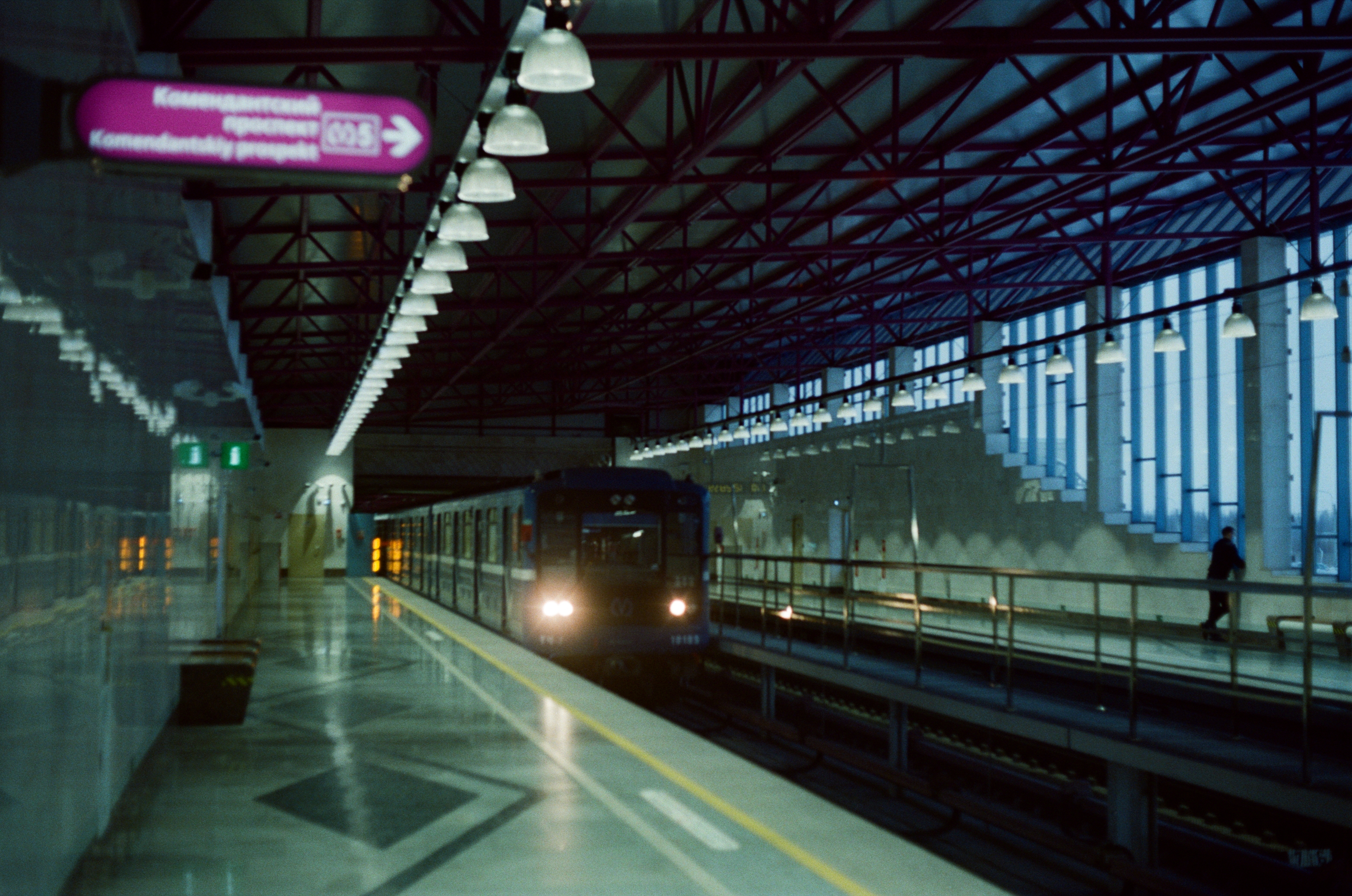

### Intermodalité
La station est isolée dans une zone industrielle, il n'y a à proximité qu'une station de bus desservie par les lignes 197A, 324 et 330. La gare de Chouchary (ru) est trop éloignée, sans communication directe, pour permettre des correspondances.